# باچ (صربستان)
باچ (به صربی: Bač) یک روستا در صربستان است که در منطقه باج واقع شده‌است. باچ ۸۳ متر بالاتر از سطح دریا واقع شده‌است.

## خواهرخوانده
شهرهای ووکوار، فلیست و سنیتسا خواهرخوانده‌های باچ هستند.